# Чиникуила
Чиникуила (исп. Chinicuila) — муниципалитет в Мексике, входит в штат Мичоакан. Площадь территории муниципалитета составляет 928,64 км². На севере граничит с штатом Халиско, на востоке — с мунирципалитетом Коалькоман-де-Васкес-Палларес, на юге — с муниципалитетом Акила, на западе — с муниципалитетом Коауауана и штатом Колима. По данным переписи 2005 года, население муниципалитета составляет 5343 человека. Столица Вилья-Виктория (прежнее название — Чиникуила-дель-Оро). Муниципалитет образован приблизительно в 1830 году.